# Stefan Feth
Stefan Feth (* 27. März 1980 in Lahnstein) ist ein deutscher Tischtennisspieler und Herren-Nationaltrainer der USA.

## Werdegang
Stefan Feth begann seine Karriere beim SV Winterwerb, wo er bis 1995 blieb. 1997 holte er bei der Jugendeuropameisterschaft mit der Juniorenmannschaft Gold. Über die Stationen TVB Nassau und JOOLA Landau (ab 1999) kam er 2001 zum TTC Grenzau in die 1. Bundesliga. Ein Jahr später schloss er sich dem TTC Karlsruhe-Neureut an.
Im Dezember 2002 wurde er für die Nationalmannschaft nominiert. Im Europaliga-Spiel gegen Kroatien gewann er ein Einzel, ein weiteres ging verloren.
2006 beendete Stefan Feth seine aktive Laufbahn in Deutschland und übersiedelte in die Vereinigten Staaten, wo er als Nationaltrainer arbeitet. Zudem kümmert er sich in der World Champions Table Tennis Academy in San Francisco um die Nachwuchsförderung.
Stefan Feth ist verheiratet mit Li Nan, einer Tochter des ehemaligen chinesischen Weltmeisters Li Zhenshi und der ehemaligen chinesischen Weltmeisterin Zhang Li.

## Nationale Erfolge

### Titel
- Südwestdeutscher Meister Herren-Einzel 2000, 2001, 2002
- Südwestdeutscher Meister Herren-Doppel 2001 (mit Nico Stehle)
- Deutscher Meister 2001 Junioren Mixed

### Platzierungen
- 3. Deutsche Meisterschaft 2006 Herren-Doppel (mit Torben Wosik)
- 3. Deutsche Meisterschaft 2004 Herren Einzel
- 3. Deutsche Meisterschaft 2003 Mixed (mit Nicole Struse)
- 2. Deutsche Meisterschaft 2002 Mixed (mit Nicole Struse)
- 3. Deutsche Meisterschaft 2002 Herren Einzel
- 3. Deutsche Meisterschaft 2001 Herren-Doppel (mit Nico Stehle)

## Internationale Erfolge

### Titel
- Sieger Slovenian Open U21 2001
- Sieger Golden State Open Einzel 2005
- Sieger Newgy Open  Einzel 2005

### Platzierungen
- 2. Slovenian Open 2005 Doppel
- 3. US Open 2004 Doppel
- 3. Austrian Open U21 2002